# 10429 van Woerden
10429 van Woerden (2546 P-L) là một tiểu hành tinh vành đai chính.